# Zoltán Kováč
Zoltán Kováč (* 11. dubna 1943 Rožňava) je bývalý hráč sportovního karambolu. S počtem 50 titulů mistra ČR je dosud nejúspěšnější českým (československým) hráčem.
Slovenský rodák žije od svých 14 let v Brně. Původně se věnoval závodnímu fotbalu za týmy RH Brno, Spartak ZJŠ Brno a Moravská Slavia Brno. Členem kulečníkového klubu AKK Brno se stal v roce 1957 a své první mistrovství republiky vyhrál v roce 1965.
Získal 44x titul mistra ČR jako jednotlivec a 6x v družstvech. Na Mistrovství Evropy se probojoval celkem 12x, nejlépe se umístil na 6. místě.
V roce 1978 získal titul Mistr sportu, v roce 1988 titul Zasloužilý mistr sportu. V roce 2000 byl oceněn Cenou města Brna.
Věnuje se i exhibičnímu kulečníku. Je autorem knihy Mistrovské karamboly.